# 沖霄樓
《沖霄樓》是1982年邵氏兄弟出品的一部香港電影，由張徹執導，郭追、鹿峰、孫建、龍天翔、錢小豪主演；改編自《七俠五義》中眾俠士闖沖霄樓的一段故事。

## 劇情簡介
故事敘述皇帝堂兄襄陽王趙玨（艾飛飾）意謀篡位，在府內建造機關密佈之沖霄樓以藏珍寶，更設招賢館廣招花蝴蝶花沖（鹿峰飾）、神手大聖鄧車（王力飾）等亡命之徒相助。
包拯洞悉襄陽王之叛跡，於是一方面命其門生顏春敏（孫建飾）前往調查，一方面請小諸葛沈仲元（龍天翔飾）、黑妖狐智化（郭追飾）等江湖好手暗中協助，終於在眾俠士的通力合作下，襄陽王的計謀失敗，自刎而死。

## 人物角色
| 角色名稱     | 演員   | 備註                           |
| ------------ | ------ | ------------------------------ |
| 黑妖狐智化   | 郭追   |                                |
| 小諸葛沈仲元 | 龍天翔 | 智化師弟                       |
| 小俠艾虎     | 尤離   | 智化徒                         |
| 顏春敏       | 孫建   |                                |
| 雨墨         | 劉晃世 | 書僮                           |
| 錦毛鼠白玉堂 | 錢小豪 | 陷空島五鼠                     |
| 鑽天鼠盧方   | 朱客   | 陷空島五鼠                     |
| 徹地鼠韓彰   | 余太平 | 陷空島五鼠                     |
| 穿山鼠徐慶   | 程天賜 | 陷空島五鼠                     |
| 翻江鼠蔣平   | 江生   | 陷空島五鼠                     |
| 襄陽王趙玨   | 艾飛   | 趙德昭子                       |
| 花蝴蝶花冲   | 鹿峰   | 襄陽王府打手                   |
| 神手大聖鄧車 | 王力   | 襄陽王府打手                   |
| 鐵面金剛藍驍 | 王華   | 襄陽王府打手                   |
| 三手將曹德玉 | 尹相林 | 襄陽王府打手                   |
| 賽方朔方雕   | 黎友興 | 襄陽王府打手                   |
| 一枝花苗天祿 | 魏添財 | 襄陽王府打手，分飾宋太祖趙匡胤 |
| 飛天夜叉柴溫 | 林志泰 | 襄陽王府打手                   |
|              | 王憾塵 | 雲來客棧掌櫃                   |
|              | 馮明   | 店伴                           |
| 崔總管       | 沈勞   | 襄陽王府總管                   |
|              | 張作舟 |                                |
|              | 杜永亮 |                                |
| 王棟         | 蕭玉   | 開封府侍衛                     |
|              | 夏國榮 | 襄陽王府打手                   |
|              | 黃家良 | 襄陽王府打手                   |
|              | 林威   | 襄陽王府打手                   |
|              | 陳德凱 |                                |
|              | 唐玉祥 |                                |
| 趙德昭       | 洪新南 |                                |

## 外部連結
- 香港影庫上《沖霄樓》的資料（繁體中文）
- 豆瓣电影上《沖霄樓》的資料 （简体中文）
- 时光网上《沖霄樓》的資料（简体中文）
- AllMovie上《沖霄樓》的资料（英文）
- 爛番茄上《沖霄樓》的資料（英文）
- 互联网电影数据库（IMDb）上《沖霄樓》的资料（英文）